# Pantelísz Kafész
Pantelísz Kafész (görögül: Παντελής Καφές; Véria, 1978. június 24. –) görög válogatott labdarúgó. Tagja volt a 2004-ben Európa-bajnokságot nyert görög válogatott keretének illetve részt vett a 2005-ös konföderációs kupán.

## Pályafutása

### Klubcsapatokban
1995 és 1997 között a Pontíosz Vériasz játékosa volt. 1997-től 2003-ig a PAÓK Szalonikiben játszott. 2003 és 2006 között az Olimbiakósz játékosaként két bajnoki címet szerzett. 2006 és 2012 között az AÉK Athén labdarúgója volt. 2013-ban a Véria csapatában fejezte be a pályafutását. 

### A válogatottban
2001 és 2011 között 41 alkalommal szerepelt a görög válogatottban és 3 gólt szerzett. Tagja volt a 2004-es Európa-bajnokságon győztes válogatott keretének. Részt vett még a 2005-ös konföderációs kupán is.

## Sikerei, díjai
PAÓK
- Görög kupagyőztes (2): 2001, 2003

Olimbiakósz
- Görög bajnok (2): 2004–05, 2005–06

Panióniosz
- Görög kupagyőztes (2): 2005, 2006

AÉK
- Görög kupagyőztes (1): 2011

Görögország
- Európa-bajnok (1): 2004